# Tuffo dal palco

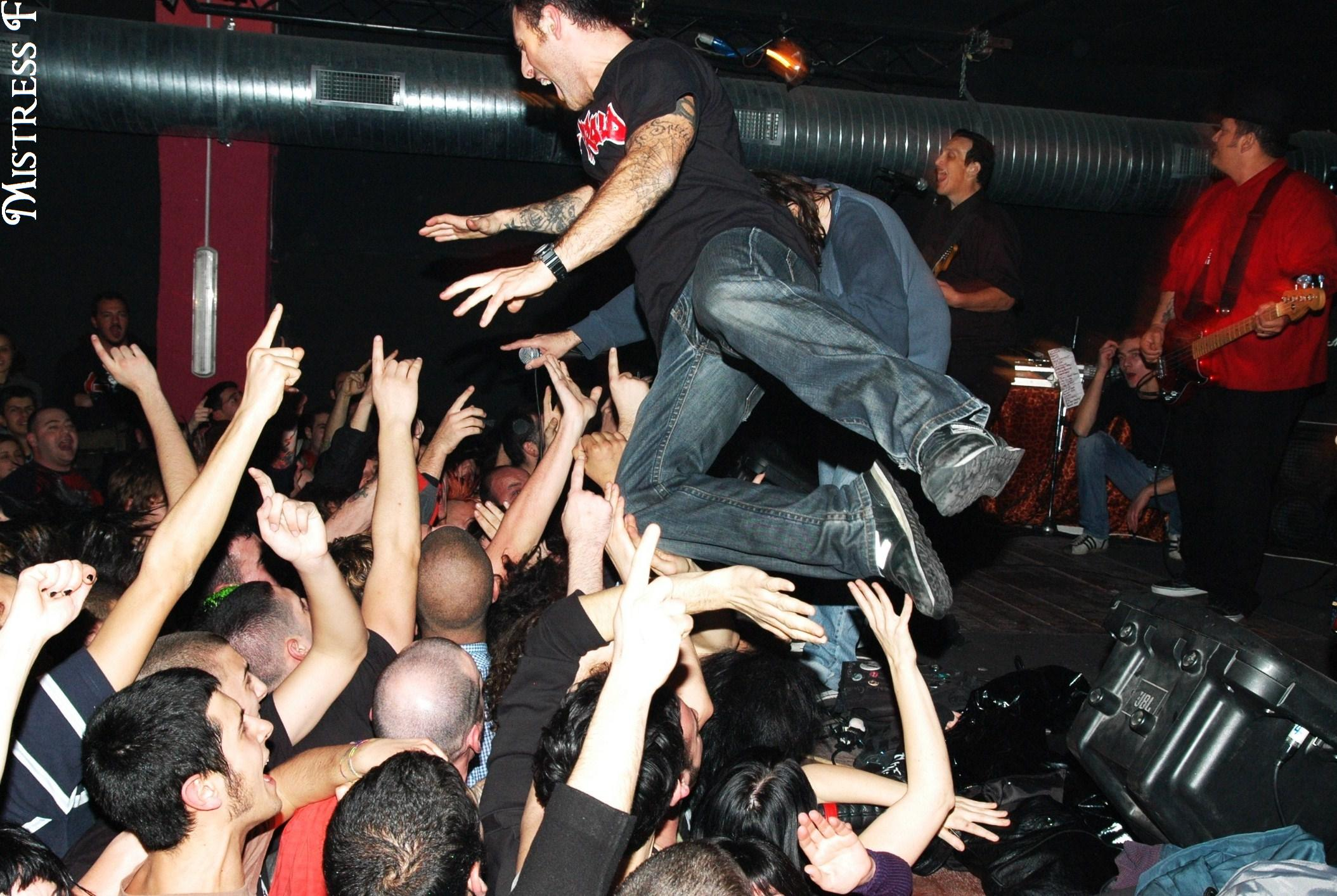
Il cantante degli Adolescents mentre si tuffa dal palco

Il tuffo dal palco (in inglese stage diving) è l'atto con il quale, durante un concerto musicale (solitamente rock, soprattutto metal e punk), una persona, musicista o spettatore, si tuffa dal palco sulla folla sottostante. Solitamente la persona tuffatasi sulla folla viene passata poi da persona a persona nell'atto del surf sulla folla (in inglese crowd surfing).

## Storia
Prima ancora che il termine fosse inventato, lo stage diving fu praticato per la prima volta durante il concerto dei Rolling Stones al Kurhaus di Scheveningen l'8 agosto 1964. Poco dopo fu Iggy Pop a praticarlo in maniera abituale durante i suoi live.